# Club Atlético Palermo (Paraná)
El Club Atlético Palermo, conocido simplemente como Club Palermo, es un club de fútbol argentino de la ciudad de Paraná en la Provincia de Entre Ríos. Actualmente participa en la Liga Paranaense de Fútbol.
El 22 de octubre de 2006, luego de 74 años desde su fundación, obtuvo su primer título, coronándose campeón de la Liga Paranaense de Fútbol.
El club, además de una larga y rica historia, cuenta con variadas disciplinas deportivas como fútbol, básquet, vóley, patín artístico y padel.
También cuenta con diferentes instalaciones cómo cantinas, salones, piscinas, canchas de fútbol 5, entre otros.

## Historia
El Club Atlético Palermo fue fundado un 10 de julio de 1932. A través de su larga historia ha logrado ser un semillero importante dentro del ámbito de la Liga Paranaense de Fútbol, donde logró dos títulos, el primero el día 22 de octubre de 2006, tras derrotar por penales a Sportivo Urquiza, en una final que tuvo sede en el Estadio Bartolomé Grella, y su segundo y último título, el día 19 de abril de 2022, tras vencer por 2 tantos a 1 a Belgrano en el estadio de Don Bosco.

## Títulos
Títulos de la Liga Paranaense de Fútbol:
- Clausura 2006
- Copa de Plata 2022

## Rivalidades
Su clásico rival es el Atlético Neuquén Club, equipo ubicado la intersección de las calles "Camino de la Cuchilla Grande" y "Martín del Barco Centenera", en el sur de la Ciudad de Paraná y próximo al Barrio Rocamora del cual es originario Palermo. Este duelo es conocido como "El Clásico del Sur", por tratarse de los dos clubes más representativos de dicha zona de la ciudad.